# Szadmot Mechola
Szadmot Mechola (hebr. שדמות מחולה) – moszaw położony w samorządzie regionu Bika’at ha-Jarden, w Dystrykcie Judei i Samarii, w Izraelu.
Leży w Dolinie Jordanu, na północ od miasta Jerycho.

## Historia
Osada została założona w 1979 jako wojskowy punkt obserwacyjny, w którym w 1984 osiedlili się cywilni żydowscy osadnicy.

## Gospodarka
Gospodarka moszawu opiera się na intensywnym rolnictwie i uprawach w szklarniach.